# Pablo Martínez (calciatore)
Pablo Martínez Andrés (22 febbraio 1998) è un calciatore spagnolo, centrocampista del Levante.

## Caratteristiche tecniche
È un centrocampista centrale.

## Carriera
Cresciuto nel settore giovanile dell'Alcorcón, ha esordito in prima squadra il 17 febbraio 2018 disputando l'incontro di Segunda División pareggiato 1-1 contro il Tenerife.

## Palmarès

### Club

#### Competizioni nazionali
- Segunda División: 1

Levante: 2024-2025